# Amalia (lied)
Amalia is een lied van de Nederlandse zanger Wesly Bronkhorst. Het werd in 2022 als single uitgebracht.

## Achtergrond
Amalia is geschreven door Wesly Bronkhorst, Manfred Jongenelis, Carlo Rijsdijk en Raymond de Bruijn en geproduceerd door Jongenelis. Het is een nummer dat past in het genre volkspop. In het lied zingt de liedverteller over een herinnering waarin hij verliefd werd op een meisje genaamd Amalia toen hij in Italië was. Het lied is ontstaan vanuit een gesprek dat Bronkhorst had met zijn vriendin. Bronkhorst had een gele sjaal voor zijn vriendin gekocht in Portugal, maar deze was niet van hoge kwaliteit; hij kriebelde bij zijn vriendin in de nek en de pluisjes waren overal in het huis te vinden. Toen ze het over de sjaal hadden, zei de vriendin: "Vroeger op de markt in Italië, had je echt van die kwaliteit-sjaals". Toen Bronkhorst dit hoorde, vergat hij het gesprek over de sjaal, omdat hij naar eigen zeggen volledig gegrepen was door de oneliner "vroeger op de markt in Italië". Hij was met deze regel dezelfde dag naar zijn producer gegaan en ze hadden binnen een uur een nummer eromheen geschreven. De meisjesnaam Amalia werd uitgekozen omdat het rijmt op Italia.
Toen Bronkhorst het nummer uitbracht, werd het enigszins opgepakt door het publiek. Bij TV Oranje werd hij uitgeroepen tot de Oranje Kroon. Pas een jaar later werd het echter echt populair. In de zomer van 2023 werd het in dergelijke mate beluisterd dat het de gouden status in Nederland kreeg en een maand na deze status bereikte het ook de Nederlandse Top 40, waar het al sinds begin 2023 in etappes in de Single Top 100 te vinden was. Eind 2023 kreeg de single de platina status.
Naast de originele versie heeft de zanger nog twee andere versies van het nummer uitgebracht. Een hardstyle-remix door Opgeblazen en een versie met een orkestband.

## Hitnoteringen
De artiest had succes met het lied in Nederland. Het piekte op de vijftiende plaats van de Single Top 100 en was 49 weken in deze hitlijst te vinden. In de Nederlandse Top 40 kwam het tot de 26e positie in de elf weken dat het in de lijst stond.